# Ulf Södersten
Ulf Gunnar Södersten, född 17 mars 1946 i Ljungarums församling i Jönköpings län, är en svensk militär.

## Biografi
Södersten avlade officersexamen vid Krigsskolan 1969 och utnämndes samma år till officer i armén, varefter han befordrades till major 1980. I slutet av 1980-talet tjänstgjorde han vid Infanteriets stridsskola. Han befordrades till överstelöjtnant 1991 samt tjänstgjorde från 1995 vid Arméns brigadcentrum och i slutet av 1990-talet vid Livregementets grenadjärer, där han var stabschef 1999–2000. Södersten var chef för Livregementets grenadjärgrupp i Mellersta militärdistriktet från 2000 till 2004 eller 2005.